# 五台山延胡索
五台山延胡索（学名：Corydalis hsiaowutaishanensis）为罂粟科紫堇属下的一个种。

## 扩展阅读
維基物種上的相關：五台山延胡索